# Li Yang (judoczka)
Li Yang (ur. 17 października 1993) – chińska judoczka.
Uczestniczka mistrzostw świata w 2014. Startowała w Pucharze Świata w latach 2005, 2008, 2009 i 2013. Brązowa medalistka mistrzostw Azji w 2013. Wygrała igrzyska wojskowe w 2015 i trzecia w 2019. Triumfatorka MŚ wojskowych 2013 i 2016 roku.